# Francesco Arcangeli (1915)
Pour les articles homonymes, voir Francesco Arcangeli et Arcangeli.
Francesco Arcangeli (Bologne, 1915 - 1974) était un historien de l'art italien.